# Csontváry Múzeum
Csontváry Múzeum Csontváry Kosztka Tivadar (1853-1919) munkásságának bemutatását szolgálja Pécs belvárosában, a pécsi székesegyház és a világörökséghez tartozó ókeresztény sírkamrák közvetlen közelségében, a Janus Pannonius u. 11. alatt. A képek csak csodával határos módon kerülték el a véget, a művész halála után ugyanis árverésre kerültek. Gerlóczy Gedeon építész közbenjárása kellett ahhoz, hogy a képek egyszer eljuthattak Pécsre.

## Története

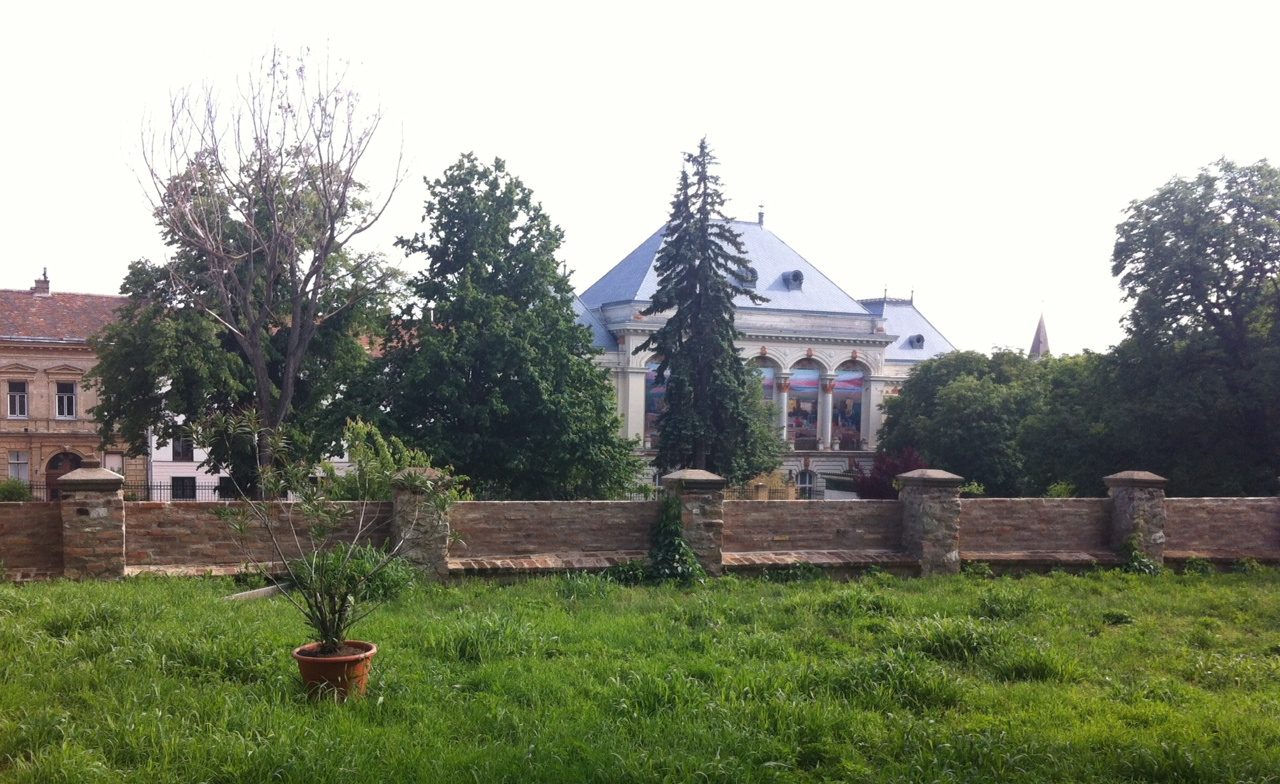
A múzeum épülete észak felől.

1973. október 10-én nyílt meg Csontváry Kosztka Tivadarnak a kiállítása az egykori TIT-székház nagytermében. A hazai múzeumtörténetben is kiemelkedő eseménynek számított Csontváry állandó kiállítása. A megnyitó hónapjában 20 ezren tekintették meg a múzeumot. 1983-ban újjárendezték a Csontváry Múzeumot, amelyben a művek jelentős konzerválási, restaurálási munkát követően kerültek elhelyezésre.
1994-95-ben több városba is eljutott a felújított életmű: Stockholm, Budapest, Rotterdam, München.
Csontváry születésének 150. évfordulóján - 2003. július 5-én - újabb 10 évre meghosszabbította az Magyar Nemzeti Galéria tulajdonában lévő Csontváry művek pécsi letétjét. 2003. október 1-jén a Csontváry Múzeum vendége volt Mádl Ferenc köztársasági elnök és felesége, valamint Stjepan Mesić horvát köztársasági elnök és felesége.

## Egy regény helyszíne
A Csontváry Múzeumban játszódik több jelenet A Csontváry-kód, avagy nem esik messze a macska a fájától című szatirikus-misztikus krimiben. A történet szerint Csontváry pécsi kiállítását ugyanis olyanok is látogatják, akik nemcsak a művészetében szeretnének gyönyörködni. Sötét céljaik megvalósítása érdekében nem riadnak vissza a képhamisítástól és az emberrablástól sem.

## Lásd még
- Pécs kulturális élete